# Rosoliemolen (Zieuwent)
De Rosoliemolen uit Zieuwent is een rosmolen in het Nederlands Openluchtmuseum in Arnhem. 

## Geschiedenis
De door paarden aangedreven molen werd rond 1840 door Teunis Krabben in Zieuwent gebouwd. In 1869 werd Harmen Harbers eigenaar, later voortgezet door zijn zoon Jan Harbers. Verder bleef de molen steeds in de familie. Tussen 1894 en 1904 werd er gebruik gemaakt van een stoommachine. Tot 1924 is er met de molen olie geslagen.
De laatste eigenaar, Dhr. Klein Goldwijk, kon geen opvolgers vinden en zette de molen te koop. Het Nederlands Openluchtmuseum in Arnhem kocht de molen en liet het gebouw in 1931 slopen om het in het museum weer op te bouwen. In 1932 werd het gebouw opengesteld.
In de molen is een koppel kantstenen en een slagblok aanwezig. De heien worden via de wentelas en een heef aangedreven. Een replica van het molengedeelte wordt sinds 2004 elektrisch aangedreven en langs de omtrek is een videobeeld van het paard te zien.